# تماما مثل الجنة (فلم)
تماما مثل الجنة  (بالإنجليزية: Just like Heaven) هو فيلم كوميدي وفنتازيا ورومانسية أمريكي من إخراج مارك ووترز مأخوذ من رواية If Only It Were True من تأليف مارك ليفي. الفيلم من بطولة ريس ويذرسبون ومارك رافالو.
أحداث الفيلم تقع في سان فرانسيسكو، حيث ينتقل مهندس ديكور ديفيد أبوت إلى شقة جديدة ليجد أن روح الساكنة السابقة الدكتورة
إليزابيث ماسترسون موجودة في الشقة.

## بطولة
- ريس ويذرسبون بدور الدكتورة إليزابيث ماسترسون
- مارك رافالو بدور ديفيد أبوت

### رأي النقاد
تلقى الفيلم مراجعات متباينة من قبل النقاد. الفيلم حصل على تقييم 56% على موقع الطماطم الفاسدة بناءً على 149 مراجعة.

## وصلات خارجية
- مقالات تستعمل روابط فنية بلا صلة مع ويكي بيانات